# Henri-Marie-Charles Gufflet
Henri-Marie-Charles Gufflet (* 24. Mai 1913 in Versailles; † 11. Juni 2004) war Bischof von Limoges.

## Leben
Henri-Marie-Charles Gufflet empfing am 29. Juni 1936 die Priesterweihe.
Johannes XXIII. ernannte ihn am 16. Dezember 1959 zum Koadjutorbischof von Limoges und Titularbischof von Calama. Der Bischof von Versailles, Alexandre-Charles-Albert-Joseph Renard, spendete ihm am 1. April des nächsten Jahres die Bischofsweihe; Mitkonsekratoren waren Roger Jean Fernand Michon, Bischof von Chartres, und Jacques-Eugène-Louis Ménager, Weihbischof in Versailles.
Er nahm an allen Sitzungsperioden des Zweiten Vatikanischen Konzils teil. Nach dem Tod Louis-Paul Rastouils folgte er ihm am 7. April 1966 als Bischof von Limoges nach. Papst Paul VI. ernannte ihn am 15. Juli 1968 zum Prälaten der Mission de France. Von diesem Amt trat er am 22. Februar 1973 zurück. Am 13. Juli 1988 nahm Johannes Paul II. seinen altersbedingten Rücktritt an.